# Pray (canción de Tina Cousins)
«Pray» es una canción de la cantante británica Tina Cousins . El tema fue escrito por Mark Topham y Karl Twigg, producido por Pete Waterman y publicado el 2 de noviembre de 1998 como sencillo principal del álbum, Killing Time (1999). El sencillo se convirtió en el segundo éxito internacional consecutivo de Tina Counins, tras «Mysterious Times», publicado en agosto de 1998. En Australia fue certificado disco de oro. En Europa, "Pray" alcanzó el top 20 en Reino Unido, Finlandia, Bélgica  y España, y alcanzó el puesto 48 en el Eurochart Hot 100 en noviembre de 1998.

## Recepción de la crítica
El editor del portal web AllMusic, MacKenzie Wilson, comentó que los sonidos de R&B de alto ritmo en "Pray" "son tan enérgicos y emocionantes que la escena de club/baile sólo puede realzarse".  Michael Paoletta de la revista estadounidense Billboard lo elogió como un "sencillo tremendamente himno".  Talia Jackson de Dayton Daily News consideró que en la "pista de estilo gótico, ella apela a la salvación mientras una cadencia futurista crea un sonido convincente".  Chuck Campbell de Knoxville News Sentinel dijo que "es difícil escapar de la abrumadora esperanza y positividad del histriónico de Pray".  La revista paneuropea Music & Media escribió: "El primer acercamiento de Cousins a la fama se dio con su presencia en el gran éxito de Sash! " Mysterious Times " a principios de este año. Con este esfuerzo, demuestra que es perfectamente capaz de ir en solitario. Esta canción se adapta bien a una gama bastante amplia de formatos y también debería funcionar bien en la pista de baile". 

## Rendimiento en listas
"Pray" entró en el top 10 en Finlandia y Escocia y en el top 20 en la Región de Flandes, España y Reino Unido. En este último país, el sencillo alcanzó el puesto 20 durante su primera semana en la lista UK Singles Chart, el 15 de noviembre de 1998,  y alcanzó el número cinco en la lista independiente del Reino Unido . "Pray" también estuvo entre los 30 primeros en Suecia, entre los 40 primeros en los Países Bajos y entre los 50 primeros en el Eurochart Hot 100, donde alcanzó el puesto 48 en noviembre de 1998. Fuera de Europa, alcanzó el puesto número ocho en Australia y el número 48 en Nueva Zelanda. "Pray" recibió un disco de oro en Australia, tras superar las 35.000 copias vendidas.

## Video musical
Se realizó un vídeo musical para promocionar el sencillo, filmado en el complejo de ocio Spanish City de la ciudad de Whitley Bay, en el noreste de Inglaterra, que a fines de la década de 1990 ya había pasado su apogeo y estaba a solo unos años de su demolición, así como en el faro de St. Mary, de la misma localidad, alrededor de su isla, a lo largo de la costa y en una calle trasera con terrazas en la parte trasera de la Iglesia Bautista de Whitley Bay. 

## Lista de canciones
- CD single (Reino Unido)[5]

1. "Pray" (radio edit) – 3:55
2. "Pray" (W.I.P. In the Church mix) – 7:06
3. "Pray" (original version) – 4:23

- Single 12´´ (Reino Unido)[6]

A1. "Pray" (W.I.P. In the Church mix) – 7:06
B1. "Pray" (W.I.P. In the Church dub) – 6:00
B2. "Pray" (original version) – 4:23
- Cassette single (Reino Unido)[7]

1. "Pray" (radio edit) – 3:55
2. "Pray" (W.I.P. In the Church mix) – 7:06

- CD single (Europa)[8]

1. "Pray" (radio edit) – 3:55
2. "Pray" (original version) – 4:23

- CD single (Australia)[9]

1. "Pray" (radio edit) – 3:55
2. "Pray" (Goodyear and Leal radio edit) – 3:59
3. "Angel" (Fishead radio edit) – 4:12
4. "Angel" (Tall Paul mix) – 7:00
5. "Pray" (W.I.P. In the Church mix) – 7:06
6. "Pray" (Goodyear and Leal remix) – 8:00

## Posicionamiento en listas

### Listas semanales
| Lista (1998–2000)                      | Posicionamiento en lista |
| -------------------------------------- | ------------------------ |
| Australia (ARIA)                       | 8                        |
| Bélgica (Flandes) (Ultratop 50)        | 12                       |
| Europa (Eurochart Hot 100)             | 48                       |
| Finlandia (OFC)                        | 10                       |
| Francia (SNEP)                         | 59                       |
| Países Bajos (Dutch Top 40)            | 29                       |
| Países Bajos (Mega Single Top 100)     | 34                       |
| Nueva Zelanda (Recorded Music NZ)      | 48                       |
| Escocia (Scottish Singles Sales Chart) | 9                        |
| España (Top 100 Canciones)             | 13                       |
| Suecia (Sverigetopplistan)             | 23                       |
| Reino Unido (UK Singles Chart)         | 20                       |
| Reino Unido (UK Indie Chart)           | 5                        |